# Vườn quốc định Suzuka
Vườn quốc định Suzuka (鈴鹿国定公園 Suzuka Kokutei Kōen) là một Vườn quốc gia dự kiến nằm ở hai tỉnh Mie và Shiga, Nhật Bản. Nó được thành lập vào năm 1968 và có diện tích 298,21 km2 (115,14 dặm vuông Anh). Các khu vực đáng chú ý của khu bảo tồn này là hai ngọn núi Gozaisho, Suzuka.